# Hunteria umbellata
Hunteria umbellata är en oleanderväxtart som först beskrevs av Karl Moritz Schumann, och fick sitt nu gällande namn av Hallier f.. Hunteria umbellata ingår i släktet Hunteria och familjen oleanderväxter. Inga underarter finns listade i Catalogue of Life.